# هنري ويلسون (سياسي)
هنري ويلسون (بالإنجليزية: Henry Wilson)‏ هو محامي وسياسي أمريكي، ولد في 1778، وتوفي في 14 أغسطس 1826. حزبياً، نشط في الحزب الديمقراطي. وقد انتخب عضو مجلس النواب الأمريكي.